# Batilly-en-Gâtinais
Batilly-en-Gâtinais är en kommun i departementet Loiret i regionen Centre-Val de Loire strax norr Frankrikes mitt. Kommunen ligger i kantonen Beaune-la-Rolande som tillhör arrondissementet Pithiviers. År 2022 hade Batilly-en-Gâtinais 447 invånare.

## Befolkningsutveckling
Antalet invånare i kommunen Batilly-en-Gâtinais
| Referens: INSEE |